# Epirhyssa speciosa
Epirhyssa speciosa là một loài tò vò trong họ Ichneumonidae.